# 越南政治
越南政治是指越南社会主义共和国的政治体制，越南实行越南共产党领导下的社会主义制度。
1992年4月15日越南第八届国会十一次会议上通过的现行宪法对越南政治制度的性质和内容作了详细的规定，其中心内容是：越南是社会主义国家，越南共产党（1951年至1976年称为越南劳动党）是领导国家和社会的力量，国家一切权力属于人民，实行人民代表制度。在越南，公开批评政府的人士可能会被定罪监禁。越南当局也关押着许多政治犯，大多罪名为“颠覆国家政权罪”。
越南共产党是越南唯一的執政黨，直接掌控越南行政、立法、司法各个部门的机构，並由越共黨员担任各部门的政務職位。各級地方政府也皆由越共黨员組成。
越南共产党中央委员会总书记是越南的最高领导人，位居“四大支柱”之首，另外三柱分别是国家主席、政府总理、及国会主席。国家主席是越南的国家元首。政府总理是政府的一把手，领导副总理和越南政府其他成员。国家主席和政府总理行使行政权。越南国会是《宪法》规定的最高权力机关，有修宪、立法、批准政府预算、监督政府成员等权力。现任越共中央总书记兼中央军委书记是蘇林、国家主席是梁強、政府总理是范明正、国会主席是陳青敏。越南最高人民法院是越南最高的司法机关。越南最高人民检察院是越南最高的检察机关。
《越南社会主义共和国宪法》规定，国家主席是国家元首，担任国防与安全委员会主席，并在名义上统帅越南人民军。《宪法》规定，越南国会设有国防与安全委员会，负责审查和监督国防安全政策的执行；国家机关设有国防与安全委员会协助越南国家主席统帅武装力量。但由于越南共产党是越南唯一的政党、是“国家和社会的领导力量”，实行“党指挥枪”，越南共产党中央军事委员会才是最高军事指挥机关，越共中央总书记兼任中央军事党委书记指挥全军。
2018年，時任越南共产党中央委员会总书记阮富仲兼任越南社会主义共和国主席，执掌越共政权；“四大支柱”的领导体制暂时中断，形成类似中国、朝鲜、老挝的三位一体的模式。2021年，阮富仲卸任国家主席，继续以越共中央总书记的身份领导越南至2024年7月去世。

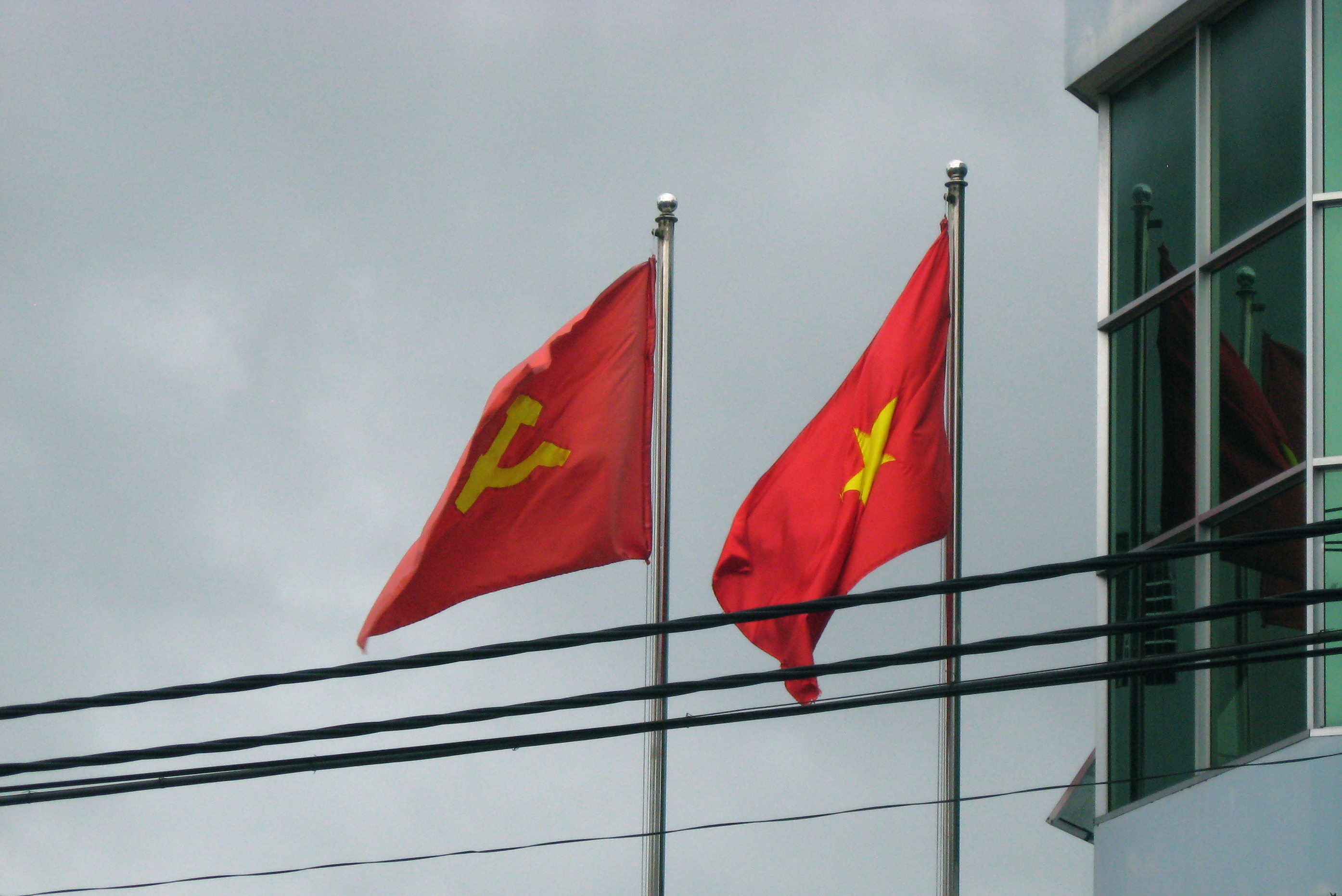
越南国旗与越南共产党党旗在岘港并排悬挂

2024年8月3日，越共中央選舉國家主席蘇林兼任越共中央總書記；「三位一體」模式短暫重現越南政壇。2024年10月21日，越南第十五屆國會投票選舉梁強為國家主席，蘇林卸任國家主席，其任期只有五個月，是越南史上任期最短的國家主席。蘇林專任越共中央總書記和中央軍委書記，恢復「越南四柱」集體領導體制，再次放棄中華人民共和國最高領導人的「三位一體」集權統治模式。

## 立法机构
越南國會是越南的国家最高权力机关，也是全国唯一的立法机构，任期5年，通常每年举行两次例会。国会代表以普选制投票产生，常务委员会是国会的最高常设机关，任期与国会相同。目前国会代表有500人，其中43人不是越共党员。现任国会主席是陳青敏。
各级人民议会（Hội đồng Nhân dân）是地方权力机关，由地方人民普选产生，向地方人民负责。省、中央直辖市和同级的人民议会任期4年，其他各级人民议会的任期2年。

## 行政机构
中央政府是越南国家最高行政机关，向国会负责，在国会闭会期间向国会常务委员会负责。省（直辖市）、市、县、乡、村各级地方行政机关称为人民委员会（／）。目前，政府总理是范明正，副总理共5人，分别是：阮和平、陳紅河、胡德福、裴青山和黎成龙。
- 国防部，部长：潘文江
- 公安部，部长：梁三光
- 外交部（Bộ Ngoại giao） （页面存档备份，存于），部长：裴青山(兼任)
- 司法部（Bộ Tư pháp） （页面存档备份，存于），部长：黎成龍
- 财政部（Bộ Tài chính） （页面存档备份，存于），部长：胡德福(兼任)
- 工貿部（Bộ Công thương），部长：阮鸿延
- 勞動、榮軍和社會部（Bộ Lao động, Thương binh và Xã hội） （页面存档备份，存于），部长：陶玉容
- 交通运输部（Bộ Giao thông vận tải） （页面存档备份，存于），部长：阮文勝
- 建设部（Bộ Xây dựng） （页面存档备份，存于），部长：阮青毅
- 通訊传媒部（Bộ Thông tin và Truyền thông） （页面存档备份，存于），部长：阮孟雄
- 教育培训部（Bộ Giáo dục và Đào tạo）部长：阮金山
- 农业与农村发展部（Bộ Nông nghiệp và Phát triển nông thôn） （页面存档备份，存于），部长：黎明歡
- 计划投资部（Bộ Kế hoạch và Đầu tư） （页面存档备份，存于），部长：阮志勇
- 内务部（Bộ Nội vụ），部长：范氏清茶
- 卫生部（Bộ Y tế） （页面存档备份，存于），部长：陶红蘭
- 科技部（Bộ Khoa học và Công nghệ） （页面存档备份，存于），部长：黃成達
- 文化、体育与旅游部（Bộ Văn hóa, Thể thao và Du lịch），部长：阮文雄
- 政府總监察署（Thanh tra Chính phủ），总监察长：段洪峰
- 国家银行（Ngân hàng Nhà nước） （页面存档备份，存于），行长：阮氏紅
- 民族委员会（Ủy ban Dân tộc） （页面存档备份，存于），主任：侯阿令
- 政府办公厅（Văn phòng Chính phủ） （页面存档备份，存于），主任：陳文山
- 自然资源与环境部，部长：杜德唯

## 政党
越南共产党是越南唯一合法政党，是“国家和社会的领导力量”， 现有党员约360万人，基层组织5.6万多个。中央政治局是越南共产党的最高核心，本届政治局委员于2021年1月选出，共18人。中央书记处（／）是越共中央处理日常工作的机构，成员9人。越共中央委员会（／）由200人组成，由越南共产党全国代表大会选举产生，每年召开会议两次。越共中央总书记是蘇林。

## 裙带关系
越南共产党领导的官僚体制内部存在着非常普遍的家族联系，例如：前越共中央组织部部长苏辉若的女儿苏灵香是一家国有建筑公司的负责人（年仅24岁）。前总理阮晋勇的儿子阮青毅是建设部部长；女儿阮清凤（Nguyen Thanh Phuong）则执掌着投资基金公司“越南资本管理”(Viet Capital Asset Management)和证券公司“越南资本证券”(Viet Capital Securities)。越共前总书记农德孟的儿子是越共中央委员。这些人在越南被称为“王孙公子”(／)，即当权者的子女。这类似于中国共产党的太子党。

## 外部連結
- 越南政府網站(簡體中文) （页面存档备份，存于）